# Helvetia rinaldiae
Helvetia rinaldiae is een spinnensoort in de taxonomische indeling van de springspinnen (Salticidae).
Het dier behoort tot het geslacht Helvetia. De wetenschappelijke naam van de soort werd voor het eerst geldig gepubliceerd in 2008 door Hipólito Ruiz López & Antonio D. Brescovit.